# Sherpur
Sherpur este un oraș din Bangladesh.